# 273262 Cottam
273262 Cottam è un asteroide della fascia principale. Scoperto nel 2006, presenta un'orbita caratterizzata da un semiasse maggiore pari a 3,1524550 UA e da un'eccentricità di 0,0241420, inclinata di 8,92893° rispetto all'eclittica.
L'asteroide è dedicato al fisico anglo-canadese Michael Gordon Cottam.